# Kennebec (Dakota del Sud)
Kennebec è un comune (town) degli Stati Uniti d'America e capoluogo della contea di Lyman nello Stato del Dakota del Sud. La popolazione era di 240 abitanti al censimento del 2010.

## Geografia fisica
Kennebec è situata a 43°54′15″N 99°51′46″W (43.904284, -99.862801).
Secondo lo United States Census Bureau, la città ha una superficie totale di 2,21 km², dei quali 2,21 km² di territorio e 0 km² di acque interne (0% del totale).
A Kennebec è stato assegnato lo ZIP code 57544 e lo FIPS place code 33580.

## Storia
Kennebec fu progettata nel 1905. Kennebec è il capoluogo della contea di Lyman dal 1922. Il tribunale risale al 1925.

## Società

### Evoluzione demografica
Secondo il censimento del 2010, la popolazione era di 240 abitanti.

### Etnie e minoranze straniere
Secondo il censimento del 2010, la composizione etnica della città era formata dal 90% di bianchi, lo 0% di afroamericani, il 6,67% di nativi americani, lo 0% di asiatici, lo 0% di oceanici, lo 0% di altre razze, e il 3,33% di due o più etnie. Ispanici o latinos di qualunque razza erano lo 0% della popolazione.